# Sergej Kosenko
Sergej Ivanovič Kosenko (in russo Сергей Иванович Косенко?; Kiev, 6 maggio 1956) è un ex schermidore sovietico, vincitore di una medaglia d'oro ai campionati mondiali di scherma.